# Lars Göran Petrov
Lars Göran Petrov (Estocolmo, 17 de fevereiro de 1972 – 7 de março de 2021), mais conhecido como LG Petrov, foi um cantor sueco de origem macedônia.[carece de fontes?] Ficou conhecido por seu trabalho com a banda de death metal Entombed. Em 1991, ele foi forçado a sair do Entombed, devido a problemas pessoais.  Ele, então, fez os vocais para o álbum Megatrends in Brutality da banda Comecon. Em 1992, ele retornou ao Entombed e permaneceu na banda até sua morte. Também tocou bateria no Morbid junto a Per Yngve "Dead" Ohlin em sua formação original. Lars Göran também trabalhou para uma empresa de transportes em Estocolmo, Suécia.

## Morte
Petrov morreu em 7 de março de 2021, aos 49 anos de idade, devido uma forma de câncer que se forma nos ductos biliares chamado de colangiocarcinoma.

## Discografia
Entombed
- 1990 - Left Hand Path
- 1993 - Wolverine Blues
- 1997 - To Ride, Shoot Straight and Speak the Truth
- 1998 - Same Difference
- 2000 - Uprising
- 2001 - Morning Star
- 2003 - Inferno
- 2007 - Serpent Saints - The Ten Amendments

Entombed AD
- 2014 - Back to the Front
- 2016 - Dead Dawn

## Participações
- 2008 - Twilight of the Thunder God (Amon Amarth)